# Nordlands-Lyngspferd
Das Nordlands-Lyngspferd, auch als Nordlandshest oder Lofoten-Pony bezeichnet, ist eine ursprüngliche, kräftige Ponyrasse aus Norwegen, deren Gesamtbestand rund 2300 Exemplare umfasst.
Hintergrundinformationen zur Pferdebewertung und -zucht finden sich unter: Exterieur, Interieur und Pferdezucht.

## Exterieur

### Körperbau

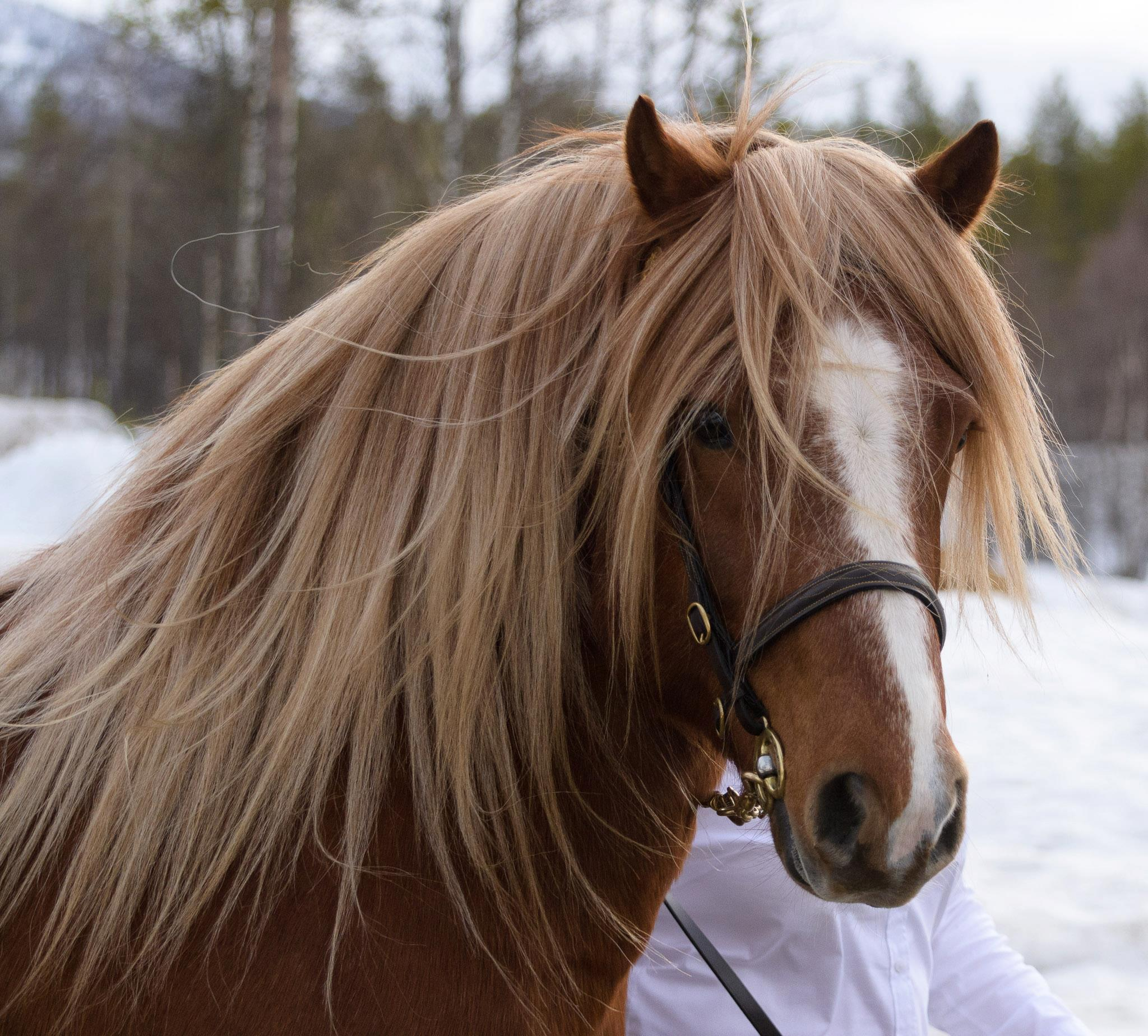
Kopfstudie

Das Nordlands-Lyngspferd ist im Allgemeinen ein gut proportioniertes, kräftiges Pony mit einem ursprünglichen, primitiven Körperbau.
Sein mittelgroßer, ponytypischer Kopf ist mit spitzen, kleinen Ohren, weit auseinanderstehenden Augen mit lebhaftem und intelligentem Ausdruck und einem dichten Schopf versehen. Der muskulöse, oftmals kurze und dicke Hals entspringt tief angesetzt einer kurzen, steil gelagerten Schulter. Die Gurttiefe ist beachtlich. Der nur schwach ausgeprägte Widerrist geht in einen kräftigen, zumeist vorgetieften Rücken mit hoher Tiefe und Breite über, an den sich eine kurze Lendenpartie anschließt. Die lange, oft überbaute Kruppe ist kräftig bemuskelt und stark abschüssig. Die kurzen, trockenen Gliedmaßen wirken manchmal etwas fein, sind aber stark und hart. Bei Rassevertretern nur gelegentlich und wenn, dann nur spärlich, ist Kötenbehang vorhanden. Die Hufe besitzen eine harte Konsistenz.
Die Widerristhöhe variiert von 125 bis 145 cm.
Das Nordlands-Lyngspferd kommt als Fuchs (zumeist mit heller Mähne), Brauner, Schimmel, Rappe und Isabelle vor, Weißisabellen werden nicht eingetragen.

## Bewegungslauf
In allen drei Grundgangarten zeigt der Nordlandshest fördernde, energische und trittsichere Bewegungen, wobei die guten Trabanlagen hervorzuheben sind. Das Springvermögen ist, wie bei vielen Ponyrassen, befriedigend.

## Interieur und Verwendung

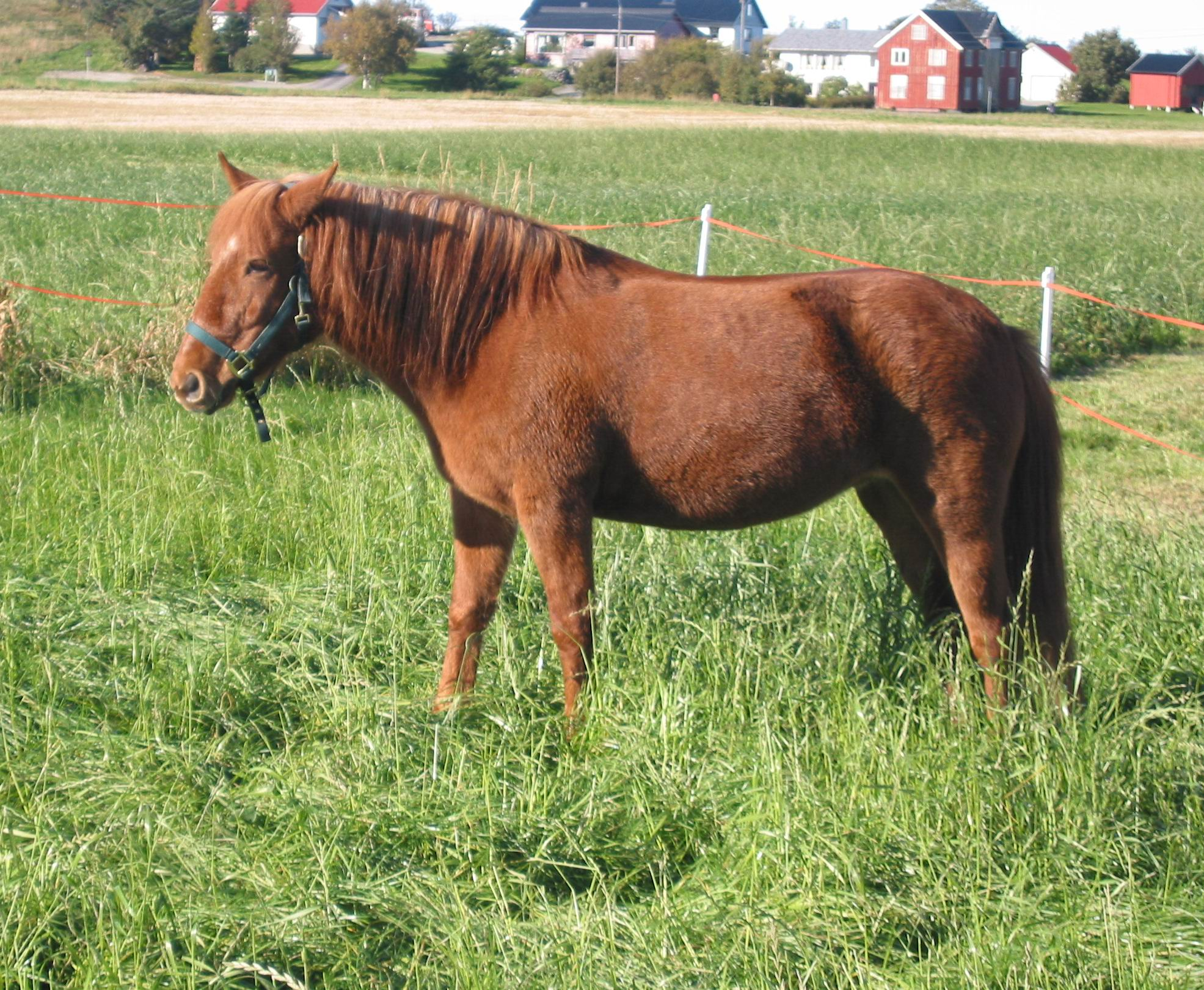
Zum Zeitpunkt der Aufnahme 20-jähriges Lyngspferd

Das Nordlands-Lyngspferd besitzt ein ruhiges, ausgeglichenes Temperament und einen guten Charakter, weshalb es auch als Therapie- und Behindertenreitpferd eingesetzt wird. Durch seine Trittsicherheit und da es nur selten scheut, wird es gerne als Reitpferd, insbesondere im Wanderreit- und Distanzrittbereich, verwendet, auch für erwachsene Reiter. Der Nordlandshest ist zwar spätreif, aber langlebig und bis ins hohe Alter fruchtbar; es ist nicht ungewöhnlich, wenn diese Ponys auch über das dreißigste Lebensjahr hinaus in der Zucht oder als Reit- und Fahrpferd verwendet werden. Des Weiteren ist es sehr robust und anspruchslos, weshalb es auch bei ganzjähriger Weide-/Offenstallhaltung nur geringe Mengen an Zufütterung benötigt.

## Rassestandard

### Allgemein
Das Nordlands-Lyngspferd soll ein harmonisches Pferd mit Ausstrahlung, Vitalität und gutem Temperament sein. Auch wenn innerhalb der Rasse verschiedene Typen, gerade hinsichtlich des Kalibers, anzutreffen sind, müssen sowohl Rassetyp und Geschlecht erkennbar sein.

### Exterieur
Der Kopf soll leicht und proportional zum restlichen Körper sein und eine passende Stirnbreite, ausdrucksstarke Augen und eine möglichst gerade, aber nicht allzu lange Nasenlinie besitzen. Gewünscht ist ein gut angesetzter Hals mit zufriedenstellender Länge, einer guten Bemuskelung und einem harmonischen Übergang zum Kopf. Ein Unterhals wird nicht toleriert. Ein harmonischer, muskulöser Rücken mit passender Breite und Tiefe sowie eine kräftige Lendenpartie werden ebenso angestrebt wie eine gute Winkelung und Muskulatur der im Idealfall sacht abfallenden Kruppe. Die Gliedmaßen sollen stark, robust, trocken und korrekt gestellt sein und einen guten Röhrbeinumfang und einen gut bemuskelten Oberarm sowie eine stark entwickelte Hinterhandmuskulatur besitzen. Ebenfalls werden gut gewinkelte und nicht allzu gerade verlaufende Fesseln erbeten.
Die Widerristhöhe darf sich zwischen 125 und 145 cm bewegen, angestrebt sind 130 bis 140 cm. Es sind Füchse, Braune, Rappen, Falben, Stichelhaarige und alle Schimmelvarianten zugelassen und es wird erstrebt, diese Farbvielfalt beizubehalten. Glasaugen, größere Abzeichen am Kopf (Abzeichen, die über die Augenpartie hinausgehen, sowie die Laterne).
Das Langhaar soll im Sommer kurz und glänzend, im Winter stärker ausgeprägt sein. Leichter Kötenbehang ist rassetypisch.

### Mechanik
Die Bewegungen des Lyngspferdes sollen leicht, frei und korrekt sein, außerdem soll sich das Pferd in gutem Tempo und mit aktiver Nutzung der Gelenke und einer guten Oberlinie fortbewegen.

### Interieur
Durch das sehr vielfältige Zuchtziel wird ein ehrliches, zuverlässiges und lebhaftes Pferd mit großer Robustheit und Anpassungsfähigkeit erfordert.

## Zucht
Das 1969 gegründete Zuchtbuch ist in folgende Abschnitte unterteilt:
- C-Register (blaues Pedigree): Bei dem Pferd handelt es sich entweder um eine typgeprüfte Stute, die bei der Typprüfung bei Rassetyp mindestens eine 7 erreicht und in den anderen Bewertungskriterien mindestens eine 6 erreicht hat, oder ein Fohlen eines Jährlingsvaters.
- B-Register (blaues Pedigree): Ein Pferd im B-Register besitzt entweder einen gekörten Vater und eine Mutter im B-Register, deren Stammbaum nicht belegt, dass drei Generationen lang nur mit reinrassigen/anerkannten Nordlands-Lyngspferden gezüchtet wurde oder einen gekörten Vater und eine Mutter im C-Register.
- A-Register (rotes Pedigree): Ein Pferd im A-Register muss einen gekörten Vater und eine Mutterstute aus dem A- oder B-Register mit einem Stammbaum haben, der belegt, dass über mindestens 3 Generationen nur anerkannte Zuchttiere verwendet wurden (Ausnahme: Der Vater der Großmutter muss zwar reinrassig, aber nicht zwangsläufig gekört sein).
- Elitestammbuch: Pferde, die im Register A geboren wurden und auf einer Ausstellung eine Prämiennote erhielten, werden in das Elite-Stammbuch aufgenommen.

Bei allen Neueintragungen wird via DNA-Test überprüft, ob es sich tatsächlich um das Fohlen der angegebenen Elterntiere handelt.
Von dem Register, in dem das Pferd eingetragen ist, hängt ab, welche Ausstellungsrechte es besitzt. So haben Pferde des A-Registers volles Ausstellungsrecht, während Stuten des B-Registers höchstens mit 0.pr oder 3.pr ausgezeichnet werden können. Stuten aus dem C-Register haben kein Ausstellungsrecht, sondern können nur bei einer Typprüfung vorgestellt werden.

## Geschichte
Die Ursprünge des Nordlands-Lyngspferdes, der wohl ältesten norwegischen Pferderasse, liegen sehr weit zurück, Forschungen zufolge sind sie bei den nordeuropäischen Urpferdetypen zu finden. In seinen Anfängen ist das Lyngspferd als leichtere, reingezogene Form des Dölepferdes anzusehen, während diesem jedoch vermehrt Fremdblut zugeführt worden ist und es sich dadurch typmäßig in Richtung Kleinkaltblüter veränderte. Beim Nordlandspferd hielten sich die Fremdeinflüsse hingegen in Grenzen.
Zu Beginn des 20. Jahrhunderts fand man diese Rasse nur noch im äußersten Norden Norwegens, da dort ausgesprochen anspruchslose Pferde benötigt wurden, die sich sowohl in der Land- und Forstwirtschaft als auch als Reitpferd verwenden ließen. Sie hatte an Bekanntheit stark eingebüßt und stand vor dem Ersten Weltkrieg vor dem Erlöschen. Um dies zu verhindern, wurde 1916 eine erste Zuchtschau veranstaltet und die Organisation der Zucht begonnen. Vier Jahre darauf setze sich der Name Lyngspferd durch und ersetzte die bis dahin regional verschiedenen Rassebezeichnungen. Der Zweite Weltkrieg brachte einen weiteren Rückschlag der Zucht mit sich und so wurden 1945 lediglich sechs Hengste und 38 Stuten gezählt. Zur Rettung der Pferderasse schloss sich 1967 eine Züchtervereinigung zusammen. In den folgenden beiden Jahren wurde der Name durch das norwegische Landwirtschaftsministerium in Nordlands-Lyngspferd geändert und die Rasse als eigenständig anerkannt. Mittlerweile ist die Population wieder einigermaßen stabil.

### Bestand
Laut Zuchtverband beträgt die Gesamtpopulation des Nordlands-Lyngspferd circa 2300 Exemplare, das Domestic Animal Diversity Information System der Landwirtschaftskommission der Vereinten Nationen meldet 45 Hengste und 151 Stuten im Zuchteinsatz sowie rund 150 Geburten pro Jahr und stuft den Bestand dieser Rasse als „gefährdet“ ein. Des Weiteren ist die Inzuchtrate hoch.

### Zuchtgebiet
Hauptzuchtgebiet ist Nordnorwegen (im Norden von Gudbrandsdal, im Lyngfjord und auf den Lofoten). Im südlichen Teil Norwegens findet man das Nordlands-Lyngspferd hauptsächlich in der Hand von Hobbyzüchtern. Auch innerhalb Schwedens verbreitet sich diese Pferderasse.